# Cremogenado
Cremogenado es la palabra técnica utilizada en la industria alimentaria para denominar el puré de fruta.
Según la Reglamentación Técnico-Sanitaria española de zumos de frutas y de otros productos similares destinados a la alimentación humana (Real Decreto 781/2013), puré de frutas es "el producto susceptible de fermentación, pero no fermentado, obtenido mediante procedimientos físicos adecuados, por ejemplo  tamizando, triturando o desmenuzando la parte comestible de frutas enteras o peladas sin eliminar el zumo"

## Tipos
Los cremogenados se elaboran con todo tipo de frutas pulposas: manzana, pera, membrillo, cereza, albaricoque, melocotón, nectarina, ciruela, níspero, fresa, plátano, kiwi, mango, piña, guayaba, papaya, etcétera.

## Usos
Son una de las materias primas más utilizadas para la elaboración de zumos 100%, néctares, cordiales (Wikipedia inglesa), smoothies, mermeladas, compotas, cremas de frutas, yogures con fruta, helados, etc.
- Datos: Q5790737